# Список дипломатических миссий Иордании
Список дипломатических миссий Иордании — перечень дипломатических миссий (посольств) Иордании в странах мира.

## Европа
- Австрия
  - Вена (посольство)
- Бельгия
  - Брюссель (посольство)
- Великобритания
  - Лондон (посольство)
- Германия
  - Берлин (посольство)
- Греция
  - Афины (посольство)
- Испания
  - Мадрид (посольство)
- Италия
  - Рим (посольство)
- Нидерланды
  - Гаага (посольство)
- Россия
  - Москва (посольство)
- Румыния
  - Бухарест (посольство)
- Франция
  - Париж (посольство)
- Швейцария
  - Берн (посольство)

## Азия
- Индия
  - Нью-Дели (посольство)
- Индонезия
  - Джакарта (посольство)
- Китай
  - Пекин (посольство)
- Китайская Республика
  - Тайбэй (торговое представительство)
- Малайзия
  - Куала-Лумпур (посольство)
- Пакистан
  - Исламабад (посольство)
- Узбекистан
  - Ташкент (посольство)
- Япония
  - Токио (посольство)

## Средний Восток
- Бахрейн
  - Манама (посольство)
- Израиль
  - Тель-Авив (посольство)
- Ирак
  - Багдад (посольство)
- Иран
  - Тегеран (посольство)
- Йемен
  - Сана (посольство)
- Катар
  - Доха (посольство)
- Кувейт
  - Кувейт (посольство)
- Ливан
  - Бейрут (посольство)
- ОАЭ
  - Абу-Даби (посольство)
  - Дубай (консульство)
- Оман
  - Маскат (посольство)
- Государство Палестина
  - Рамалла (посольство)
  - Газа (представительство)
- Саудовская Аравия
  - Эр-Рияд (посольство)
  - Джидда (консульство)
- Сирия
  - Дамаск (посольство)
- Турция
  - Анкара (посольство)

## Америка
- Бразилия
  - Бразилиа (посольство)
- Канада
  - Оттава (посольство)
- США
  - Вашингтон (посольство)
- Чили
  - Сантьяго (посольство)

## Африка
- Алжир
  - Алжир (посольство)
- Египет
  - Каир (посольство)
- Ливия
  - Триполи (посольство)
- Марокко
  - Рабат (посольство)
- Судан
  - Хартум (посольство)
- Тунис
  - Тунис (посольство)
- ЮАР
  - Претория (посольство)

## Океания
- Австралия
  - Канберра (посольство)

## Международные организации
- Брюссель (постоянное представительство при ЕС)
- Вена (постоянное представительство при ООН)
- Женева (постоянное представительство при ООН)
- Каир (постоянное представительство при ЛАГ)
- Нью-Йорк (постоянное представительство при ООН)